# Ширинец
Ширинец је насељено место у општини Криж, Хрватска. До нове територијалне организације у Хрватској, налазио се у саставу бивше велике општине Иванић Град.

## Становништво
На попису становништва 2011. године, Ширинец је имао 256 становника.

## Попис1991.
На попису становништва 1991. године, насељено место Ширинец је имало 220 становника, следећег националног састава:
| Попис 1991.‍ | Попис 1991.‍ | Попис 1991.‍ | Попис 1991.‍ | Попис 1991.‍ |
| ----------- | ----------- | ----------- | ----------- | ----------- |
|             |             |             |             |             |
| Хрвати      | Хрвати      |             | 212         | 96,36%      |
| Албанци     | Албанци     |             | 6           | 2,72%       |
| Срби        | Срби        |             | 2           | 0,90%       |
| укупно: 220 |             |             |             |             |